# Pre-roll
Pre-roll (преролл) — рекламный видеоролик, который загружается до начала запрошенного пользователем онлайн-видео и длится, как правило, до 30 секунд.
В интернет-рекламе различаются pre-roll — ролик, предваряющий показ основного видеоконтента; mid-roll, показываемый в процессе просмотра через заданный промежуток времени и post-roll — рекламный ролик, демонстрируемый сразу после просмотра видеосюжета, pause-roll — рекламный ролик, демонстрируемый при постановке пользователем видеоролика на паузу.

## Сходство с телерекламой
Pre-roll в значительной степени выглядит как традиционный телевизионный рекламный ролик. В числе его преимуществ рекламодатели выделяют следующие:
1. Он более подотчётен (вы вынуждены как минимум начать смотреть его; при этом лишь некоторые сайты позволяют полностью пропустить коммерческое видео, другие разрешают пропустить рекламу после некоторого времени просмотра — например, YouTube);
2. Нацелен на заинтересованного пользователя благодаря таргетингу и работе по запросу (ведь вы нажали на ссылку видео, прежде чем увидеть его);[источник не указан 3998 дней]
3. Имеет удобный интерактивный компонент (вы можете совершить целевое действие, если рекламное сообщение вас заинтересовало)[1].

При этом в отличие от телевизионных рекламных роликов стоимость pre-roll мало зависит от его продолжительности. Например, на YouTube средняя цена pre-roll рекламы — $100 за 2000 показов.

## Использование pre-roll
Код рекламного ролика pre-roll может быть установлен поверх плеера или на сервер, где лежит видео. Будьте внимательны: не все рекламные площадки разрешают публикацию pre-roll рекламы — вместо них они предлагают рекламодателям построллы (post-roll).
Видеоролики в формате pre-roll имеет высокий CTR (коэффициент кликабельности ролика, позволяющий оценить эффективность интернет-рекламы), нацеленность на заинтересованных пользователей и имеет тенденцию превосходить почти по всем параметрам, отслеживаемым рекламодателями, — продолжительность просмотра, количество переходов по баннеру, издержки за просмотр, увеличение популярности бренда и изменение намерений о покупке.
Также при создании преролл-рекламы важно помнить: чем длиннее pre-roll, тем выше вероятность, что до 50 % пользователей откажется от дальнейшего просмотра видеоролика.

## Популярность видео рекламы
Доля pre-roll среди доступного интерактивного видео-инвентаря набирает обороты. Всё благодаря тому, что владельцы сайтов в значительной степени могут гарантировать, что пользователи увидят и услышат pre-roll рекламу до того, как начнётся аудиопоток основного видеоконтента. Более того, отклик в интернет-видеорекламе выше, чем в традиционной (например, баннерной) рекламе. До 60 % пользователей после просмотра видеорекламы предпринимают какие-либо потребительские действия. А порядка 75 % потребителей признаются, что охотнее принимают решение о покупке после просмотра видеоролика с описанием товара или услуги.
При этом наиболее популярным форматом видеорекламы в Сети становится pre-roll — на отдельных рынках он занимает 59 % всего рекламного видеоконтента.
По сути, видеоконтент — один из простейших вариантов использования интернета как источника зрелищ и прочих развлечений. А реклама в видео идёт по пути телевизионной, с той лишь разницей, что таргетинг позволяет подбирать сюжеты по интересам пользователей и достигать более высокой конверсии.